# Germano (1911–1977)
Germano, właśc. Germano Boettcher Sobrinho (ur. 14 marca 1911 w Rio de Janeiro, zm. 9 czerwca 1977 tamże) – piłkarz brazylijski grający na pozycji bramkarza.

## Życiorys
Germano całą karierę piłkarską (1928–1935) spędził w Botafogo FR. Największym jego sukcesem w karierze klubowej było pięciokrotne zdobycie mistrzostwa Stanu Rio de Janeiro – Campeonato Carioca w 1930, 1932, 1933, 1934, 1935.
W 1934 Germano pojechał z reprezentacją Brazylii do Włoch na mistrzostwa świata, jednakże nie zagrał w jedynym, przegranym meczu przeciwko Hiszpanii. Zadebiutował w reprezentacji w meczu przeciwko Portugalii 12 lipca 1934 w Lizbonie. Był to jedyny jego mecz międzypaństwowy, gdyż pierwszy występ w reprezentacji był w meczu przeciwko FC Barcelona.